# بحامبا کلان
بحامبا کلان (به انگلیسی: Bhamba Kalan) یک روستا در پاکستان است که در پنجاب واقع شده‌است. بحامبا کلان ۱۶٬۳۵۰ نفر جمعیت دارد.